# Sci alpino ai V Giochi olimpici invernali - Slalom speciale femminile
Tra le competizioni dello sci alpino che si sono tenute ai V Giochi olimpici invernali di Sankt Moritz c'è stata lo slalom speciale femminile. L'evento si è svolto il 5 febbraio in Sankt Moritz.

## Classifica
| Pos.    | Atleta                      | Nazione        | 1ª Manche | 2ª Manche | Totale |
| ------- | --------------------------- | -------------- | --------- | --------- | ------ |
| Oro     | Gretchen Fraser             | Stati Uniti    | 59"7      | 57"5      | 1'57"2 |
| Argento | Antoinette Meyer            | Svizzera       | 1'00"7    | 57"0      | 1'57"7 |
| Bronzo  | Erika Mahringer             | Austria        | 59"8      | 58"2      | 1'58"0 |
| 4       | Georgette Miller-Thiollière | Francia        | 1'00"8    | 58"0      | 1'58"8 |
| 5       | Renée Clerc                 | Svizzera       | 1'03"8    | 1'02"0    | 2'05"8 |
| 6       | Anneliese Schuh-Proxauf     | Austria        | 1'06"9    | 59"8      | 2'06"7 |
| 7       | Resi Hammerer               | Austria        | 1'04"4    | 1'04"2    | 2'08"6 |
| 8       | Andrea Mead Lawrence        | Stati Uniti    | 1'05"1    | 1'03"7    | 2'08"8 |
| 9       | Brynhild Grasmoen           | Stati Uniti    | 1'05"6    | 1'04"0    | 2'09"6 |
| 10      | May Nilsson                 | Svezia         | 1'12"2    | 57"5      | 2'09"7 |
| 11      | Paula Kann                  | Stati Uniti    | 1'07"8    | 1'02"0    | 2'09"8 |
| 12      | Françoise Gignoux           | Francia        | 1'05"0    | 1'05"3    | 2'10"3 |
| 13      | Rosmarie Bleuer             | Svizzera       | 1'06"2    | 1'04"4    | 2'10"6 |
| 14      | Celina Seghi                | Italia         | 1'13"2    | 58"3      | 2'11"5 |
| 14      | Laila Schou Nilsen          | Norvegia       | 1'06"8    | 1'04"7    | 2'11"5 |
| 16      | Alexandra Nekvapilová       | Cecoslovacchia | 1'03"2    | 1'08"8    | 2'12"0 |
| 17      | Olivia Ausoni               | Svizzera       | 1'18"7    | 59"9      | 2'18"6 |
| 18      | Renata Carraretto           | Italia         | 1'09"2    | 1'10"7    | 2'19"9 |
| 19      | Božena Moserová             | Cecoslovacchia | 1'12"5    | 1'07"6    | 2'20"1 |
| 20      | Lucienne Schmidt-Couttet    | Francia        | 1'00"1    | 1'20"5    | 2'20"6 |
| 21      | Sheena Mackintosh           | Gran Bretagna  | 1'10"5    | 1'20"4    | 2'30"9 |
| 22      | Anikó Iglói                 | Ungheria       | 1'30"2    | 1'18"7    | 2'48"9 |
| 23      | Isobel Roe                  | Gran Bretagna  | 1'24"5    | 1'25"1    | 2'49"6 |
| 24      | Bridget Duke-Woolley        | Gran Bretagna  | 1'34"7    | 1'19"0    | 2'53"7 |
| -       | Suzanne Thiollière          | Francia        | 1'01"1    | DNF       |        |
| -       | Annelore Zückert            | Austria        | DQ        |           |        |
| -       | Borghild Niskin             | Norvegia       | DQ        |           |        |
| -       | Barbara Greenland           | Gran Bretagna  | DNF       |           |        |